# لورا بريبون
لورا بريبون (بالإنجليزية: Laura Prepon)‏ ولدت 7 مارس 1980 في واتشونغ في نيو جيرسي وهي ممثلة ومغنية أمريكية ومقدمة برامج تلفزيونية، معروفة بدورها دونا بينسيوتي في مسلسل مسلسل عرض السبعينات ذاك (بالإنجليزية:  That '70s Show)‏ ، ودور هاناه دانييلس في مسلسل طريق أكتوبر وقامت بأدوار صوتية في مسلسل أميريكان داد! وكينغ أوف ذا هيل وفي لعبة الفبديو هيلو 2.
بعد مسلسل عرض السبعينات ذاك (بالإنجليزية:  That '70s Show)‏ عملت بريبون بشكل اساسي في المسلسلات كضيفة شرف في مسلسل كيف قابلت أمكما وMedium وcastle. وفي 2011 بريبون قامت بدور البطولة في المسلسل القصير are you there chelsea ? المأخوذ من كتاب Are You There, Vodka? It's Me, Chelsea للكاتبة تشيلسي هاندلر. وقامت بريبون بدور اليكس فاوس في مسلسل البرتقالي هو الأسود الجديد (بالإنجليزية: Orange Is the New Black).

## حياتها
ولدت لورا بريبون في واتشونج، نيوجيرسي، 
وهي الأصغر من 5 أطفال 
لمدرسة المرحلة الثانوية (المولودة باسم كول) ومايكل بريبون وهو جراح العظام. وكان أبوها ينحدر من أصل يهودي- روسي وأمها من خلفية إنجليزية وأيرلندية كاثوليكية  جدها الأكبر لأمها كان جنرالا في الجيش الاتحادي جوزيف برادفورد كار 
توفي والدها خلال جراحة قلب في العام 1993 عن عمر يناهز 49 عاماً.
وكان عمرها 13 عاما في ذلك الوقت. وقد حصلت على شهادتها الثانوية من مدرسة واتشونج هيلز ريجونال الثانوية. وبعدها درست في معهد كارولين توماس «توتال ثياتر لاب» في مدينة نيو يورك 

## حياتها الشخصية
في مقابلة صحفية تمت في ديسمبر 2007 مع مجلة صحة المرأة (بالإنجليزية: Women's Health (magazine))‏، ذكرت بريبون أنها تنتمي لطائفة الـسينتولوجيا. واعدت بريبون كريستوفر ماسترسون (شقيق داني ماسترسون الذي شاركها بطولة مسلسل عرض السبعينات ذاك (بالإنجليزية: That 70's Show)‏) لمدة سبع سنوات، قبل الانفصال عنه في عام 2007.

## الافلام
| العام | اسم الفيلم                     | الدور             | ملاحظات              |
| ----- | ------------------------------ | ----------------- | -------------------- |
| 2001  | Southlander                    | Seven Equals Five |                      |
| 2002  | Slackers                       | Reanna            |                      |
| 2004  | Lightning Bug ‏                 | Angevin Duvet     | أيضا المنتج التنفيذي |
| 2004  | The Pornographer: A Love Story | —                 |                      |
| 2005  | Romancing the Bride            | Melissa           | افلام تليفزيونية     |
| 2006  | Come Early Morning             | Kim               |                      |
| 2006  | Karla                          | Karla Homolka     |                      |
| 2007  | كان ياما كان (توضيح)           | The Witch         | فيلم قصير            |
| 2007  | The Chosen One ‏                | Rachel Cruz (صوت) |                      |
| 2011  | The Killing Game ‏              | Eve Duncan        | فيلم تليفزيوني       |
| 2012  | Lay the Favorite               | Holly             |                      |
| 2012  | The Kitchen                    | Jennifer          |                      |

| العام        | العنوان                    | الدور                     | ملاحظات |
| ------------ | -------------------------- | ------------------------- | --- |
| 1998–2006    | عرض السبعينات ذاك          | Donna Pinciotti           | شخصية رئيسية رشحت—Youth in Film Award أفضل اداء في مسلسل تليفيزيوني: Young Ensemble رشحت—Teen Choice Award TV – الاداء الرائع رشحت—Teen Choice Award for TV – اختيار ممثلة، كوميدي |
| 2004         | كينغ أوف ذا هيل            | April (صوت)               | حلقة: "Talking Shop" |
| 2005         | أميريكان داد!              | Hayley Smith ‏ (صوت)       | حلقة غير مذاعة |
| 2007–2008    | طريق أكتوبر                | Hannah Jane Daniels       | شخصية رئيسية |
| 2009–2010    | كيف قابلت أمكما            | Karen                     | حلقة 3 |
| 2009         | In Plain Sight             | Lauren Hefferman          | حلقة: "A Frond in Need" |
| 2010         | Medium                     | Kira Hudack               | حلقة: "How to Beat a Bad Guy" |
| 2010         | House                      | Frankie                   | حلقة: "Private Lives ‏" |
| 2010         | Celebrity Ghost Stories    | هي بنفسها                 | حلقة#2.9 |
| 2011         | Castle                     | Natalie Rhodes/Nikki Heat | حلقة: "Nikki Heat" |
| 2011         | Love Bites ‏                | Alex                      | حلقة: "Keep on Truckin'" |
| 2012         | Are You There, Chelsea?    | Chelsea Newman            | شخصية رئيسية |
| 2012         | Men at Work ‏               | Hannah                    | حلقة: "Plan B" |
| 2013–present | البرتقالي هو الأسود الجديد | Alex Vause                | شخصية رئيسية |

| العام | العنوان   | الدور    | ملاحظات                  |
| ----- | --------- | -------- | ------------------------ |
| 2011  | Neighbros | L Boogie | أيضا مخرجة وكاتبة ومحررة |

| العام | العنوان | الدور  | ملاحظات |
| ----- | ------- | ------ | ------- |
| 2004  | هيلو 2  | Marine | صوت     |

## قائمة المراجع
1. ↑  "Laura Prepon | Biography, Photos, Movies, TV, Credits". Hollywood.com. مؤرشف من الأصل في 2008-04-19. اطلع عليه بتاريخ 2010-10-31.
2. ↑  Laura Prepon. "Laura Prepon Photos, Gossip, Bio & Reviews". AskMen.com. مؤرشف من الأصل في 2016-08-09. اطلع عليه بتاريخ 2010-10-31.
3. ↑  Young، Paul (يناير 2001). "Great Prepon". مكسيم (مجلة) ع. #37. (text can be found here ) نسخة محفوظة 21 مارس 2012 على موقع واي باك مشين.
4. ↑  "OBITUARIES / Natalie Carr Hoisington, 84". Pqasb.pqarchiver.com. مؤرشف من الأصل في 2017-12-23. اطلع عليه بتاريخ 2012-11-22.
5. ↑  Lynch، Jason (27 سبتمبر 1999). "She's All That - That '70s Show, Laura Prepon". People.com. مؤرشف من الأصل في 2016-07-19. اطلع عليه بتاريخ 2010-10-31.
6. ↑  "Laura Prepon News, Laura Prepon Videos, and Laura Prepon Photos". Hollywood.premiere.com. مؤرشف من الأصل في 2011-08-07. اطلع عليه بتاريخ 2010-10-31.
7. ↑  Michael Callahan, "A Conversation with Laura Prepon", Women's Health, December 2007. "نسخة مؤرشفة". مؤرشف من الأصل في 2013-01-19. اطلع عليه بتاريخ 2014-12-14.{{استشهاد ويب}}:  صيانة الاستشهاد: BOT: original URL status unknown (link)
8. ↑  "Tom Cruise denies romancing fellow Scientologist Laura Prepon... but he 'will date again and has been talking with women'". dailymail.co.uk. 27 نوفمبر 2013. مؤرشف من الأصل في 2016-12-05. اطلع عليه بتاريخ 2014-06-13.
9. ↑  "Tom Cruise dines with actress Laura Prepon: Actor's rep denies he's romancing 'Orange is the New Black' star". nydailynews.com. 28 نوفمبر 2013. مؤرشف من الأصل في 2018-08-20. اطلع عليه بتاريخ 2014-06-13.

## وصلات خارجية
- لورا بريبون على موقع IMDb (الإنجليزية)
- لورا بريبون على موقع روتن توميتوز (الإنجليزية)
- لورا بريبون على موقع ألو سيني (الفرنسية)
- لورا بريبون على موقع تيرنر كلاسيك موفيز (الإنجليزية)
- لورا بريبون على موقع أول موفي (الإنجليزية)
- لورا بريبون على موقع قاعدة بيانات الأفلام السويدية (السويدية)
- لورا بريبون على موقع إن إن دي بي (الإنجليزية)
- لورا بريبون على موقع قاعدة بيانات الفيلم (الإنجليزية)
- لورا بريبون على موقع كينوبويسك (الروسية)